# Zlati psalterij sv. Gala
Zlati psalter sv. Gala (latinsko Psalterium Aureum, Codex Sangallensis 22) je karolinški psalterij, napisan v poznem 9. stoletju. Pisati se je začel verjetno v Zahodni Frankovski (Soissons, dvorna šola Karla Plešastega ?) in pozneje nadaljeval v opatiji St. Gallen.  
Rokopis je sestavljen iz 344 listov pergamenta, velikosti 37 cm × 28 cm. Vsebuje dve celostranski miniaturi in petnajst celostranskih ali polstranskih ilustraciji v naslovih psalmov. Okrasje je pretežno v prvi polovici rokopisa. Končna ilustracija prikazuje kralja Davida v Judovi puščavi. Upodobljen je kot karolinški plemič s tremi oboroženimi spremljevalci, stoječimi v gozdu. Ilustracija spremlja psalm 62 (63). Kralj David je ponovno upodobljen v iniciali S psalma 68 (69).